# Völkerwanderungszeit
Als Völkerwanderungszeit bezeichnet die ur- und frühgeschichtliche Archäologie eine archäologische Periode der Frühgeschichte Mitteleuropas. Der Völkerwanderungszeit geht die archäologische Periode Römische Kaiserzeit (Barbaricum) voraus; die archäologische Periode Merowingerzeit folgt ihr nach.
In der traditionellen Geschichtsforschung wird als Völkerwanderungszeit die Phase der – gemeinhin als Völkerwanderung bekannten – Migration vornehmlich germanischer Völkerschaften zwischen dem Erscheinen der Hunnen nördlich des Schwarzen Meeres im Jahr 375 und der Eroberung Norditaliens durch die Langobarden im Jahr 568 aufgefasst.
Der frühgeschichtliche Begriff Völkerwanderungszeit wird vor allem für Gebiete nordöstlich des römischen Limes verwendet. Die frühgeschichtliche Archäologie bezeichnet damit archäologische Funde näher, die in die Zeit der Völkerwanderung im nördlichen Mitteleuropa datieren.